# Tessuto adiposo sottocutaneo
Il Tessuto adiposo sottocutaneo o periferico detto anche Grasso sottocutaneo o periferico, all'inglese Subcutaneous adipose tissue (SCAT) o Subcutaneous fat, rappresenta quella parte del tessuto adiposo bianco (WAT) situata al di sotto della pelle, la cui distribuzione è prevalente nelle zone inferiori del corpo (zona gluteo-femorale) e nell'area addominale superficiale.

## Definizione
Il Tessuto adiposo sottocutaneo (SCAT) è situato in molte regioni corporee, ma è predominante nelle aree delle cosce, anche e natiche. Anche il tessuto adiposo sottocutaneo addominale può essere una tipica zona di accumulo, che non è da confondere con il tessuto adiposo viscerale, riguardante il deposito lipidico addominale profondo, situato tra organi interni. Ciò nonostante, anche il grasso sottocutaneo addominale è connesso con il grasso viscerale e alle patologie ad esso connesse come l'insulinoresistenza. È stato dimostrato che il tessuto adiposo sottocutaneo è la maggiore fonte di acidi grassi liberi (FFA o NEFA) circolanti, e contribuisce al rilascio nel sangue di più dell'85% degli FFA, al contrario del grasso viscerale, che in condizioni normali contribuisce al rilascio di solo il 5-10% degli FFA.
Rispetto al grasso viscerale, il grasso sottocutaneo è più sensibile all'azione lipogenetica (accumulo di grasso) dell'insulina, l'ormone responsabile dell'accumulo di grassi nel tessuto adiposo. Questo significa che l'attività dell'insulina (prevalentemente in risposta all'ingestione di carboidrati) sopprime maggiormente il rilascio di grassi (lipolisi) nel tessuto adiposo sottocutaneo. La lipolisi è il processo metabolico che prevede il catabolismo o la mobilizzazione dei grassi depositati, i trigliceridi, che vengono scissi a tre molecole di acidi grassi e una di glicerolo e immessi nel torrente sanguigno. È stato osservato che l'insulina sopprime la lipolisi, per circa la metà nel tessuto adiposo viscerale rispetto ai depositi sottocutanei delle regioni inferiori. In altri termini il grasso viscerale è più facilmente soggetto al rilascio di acidi grassi nel sangue rispetto a quello sottocutaneo perché meno sensibile all'attività insulinica. Tale osservazione coincide col fatto che i depositi di grasso viscerale hanno il maggiore tasso di turnover (ricambio), i depositi di grasso sottocutaneo a livello addominale (posto più superficialmente rispetto a quello viscerale) hanno un tasso intermedio, mentre i depositi sottocutanei nella zona gluteo-femorale subiscono un ricambio relativamente più lento.
Un altro motivo per cui il grasso sottocutaneo è meno soggetto al ricambio e al rilascio o mobilizzazione di acidi grassi, è la minore sensibilità alle catecolammine se comparato al grasso viscerale. La catecolammine, essenzialmente rappresentate da adrenalina e noradrenalina, sono associate al processo della lipolisi. Per la precisione, in linea con i punti precedenti, la lipolisi degli adipociti a livello viscerale sono più sensibili alla stimolazione β-adrenergica delle catecolammine se comparati agli adipociti sottocutanei addominali, che a loro volta sono più sensibili all'effetto lipolitico delle catecolammine rispetto alle cellule adipose sottocutanee situate nelle regioni inferioria.
Differenze regionali sono state ritrovante anche nella captazione di glucosio basale o indotta dall'insulina. La captazione di glucosio è maggiore nel grasso omentale rispetto a quello sottocutaneo per via di una maggiore distribuzione dei trasportatori di glucosio GLUT-4. Tuttavia, mentre gli adipociti viscerali sono resistenti all'effetto anti-lipolitico dell'insulina se comparati agli adipociti addominali sottocutanei, non sono state osservate differenze nella captazione di glucosio legate alla sensibilità insulinica.

### Fattori sessuali
Il tessuto adiposo sottocutaneo accumulato nelle regioni inferiori è tendenzialmente maggiore nelle donne rispetto agli uomini con la stessa massa grassa, mentre non sono state osservate differenze nelle dimensioni degli adipociti nel grasso sottocutaneo addominale. I maggiori livelli di grasso sottocutaneo nelle donne rispetto agli uomini può essere attribuito agli ormoni sessuali femminili (come l'estradiolo), e ad un aumento del numero degli adipociti.
Nonostante le limitate evidenze scientifiche, è stato notato che nelle donne il deposito degli acidi grassi alimentari derivanti dal pasto aumenta in proporzione alla massa del tessuto adiposo sottocutaneo nelle zone inferiori, mentre non è stata osservata alcuna associazione tra il relativo deposito lipidico nel tessuto adiposo sottocutaneo addominale e l'adiposità. Con l'incremento dell'adiposità, e mantenendo la capacità di depositare acidi grassi nel tessuto adiposo nella zona gluteo-femorale ma non nei depositi addominali, si promuove nelle donne lo sviluppo del fenotipo costituzionale ginoide, caratterizzato appunto dalla predisposizione all'accumulo nelle zone inferiori. Al contrario, gli uomini presentano tendenzialmente una maggiore capacità di assimilazione di acidi grassi da parte del tessuto sottocutaneo addominale rispetto alle zone gluteo-femorali.
La lipoproteina lipasi (LPL) è l'enzima che, una volta attivato, è responsabile del deposito di trigliceridi nel tessuto adiposo. Le differenze specifiche dell'attività della LPL legate al sesso determinano la predisposizione all'accumulo lipidico in diverse zone degli uomini e delle donne. Nelle donne, l'attività della LPL del tessuto adiposo sottocutaneo nella zona gluteo-femorale e addominale, e del tessuto adiposo viscerale, è stata positivamente correlata con le dimensioni delle cellule adipose in tali aree. In maniera simile negli uomini l'attività della LPL incrementa nel tessuto adiposo sottocutaneo delle cosce e dell'addome, e nel grasso viscerale. In generale, è stata osservata nelle donne una maggiore attività della LPL nel tessuto adiposo sottocutaneo rispetto al viscerale che negli uomini. Quindi gli adipociti del grasso sottocutaneo sono di maggiori dimensioni rispetto al grasso viscerale delle donne. Mentre negli uomini, l'attività della LPL è risultata essere maggiore nel tessuto adiposo viscerale rispetto a quello sottocutaneo. In relazione all'attività della LPL e all'accumulo di trigliceridi, è stato suggerito che il flusso ematico del tessuto adiposo nel periodo post-prandiale sia un fattore determinante nelle differenze legate al sesso e ai depositi nell'accumulo adiposo. Nelle donne, a seguito del pasto l'aumento del flusso ematico viene osservato nel tessuto adiposo delle regioni inferiori, ma ciò non succede negli uomini. In linea con queste conclusioni, la sintesi dei trigliceridi dal glucosio nelle donne è minore nel grasso omentale (viscerale) rispetto al grasso sottocutaneo addominale, mentre negli uomini è simile in entrambi i comparti.

### Percentuale di grasso per maschi e femmine
Uomo (70 Kg)
- Grasso totale: 10,5 kg; 15%
- Essenziale: 2,1 kg; 3%
- Depositi: 8,3 kg; 12%
- Sottocutaneo: 3,1 kg; 4%
- Intermuscolare: 3,3 kg; 5%
- Intramuscolare: 0,8 kg; 1%
- Viscerale: 1 kg; 1%

Donna (56,8 Kg)
- Grasso totale: 15,3 kg; 27%
- Essenziale: 4,9-6,8 kg, 9-12%
- Depositi: 8,5-10,4 kg; 15-18%
- Sottocutaneo: 5,1 kg; 9%
- Intermuscolare: 3,5 kg; 6%
- Intramuscolare: 0,6 kg; 1%
- Viscerale: 1,2 kg; 2%